# Virunga (Film)

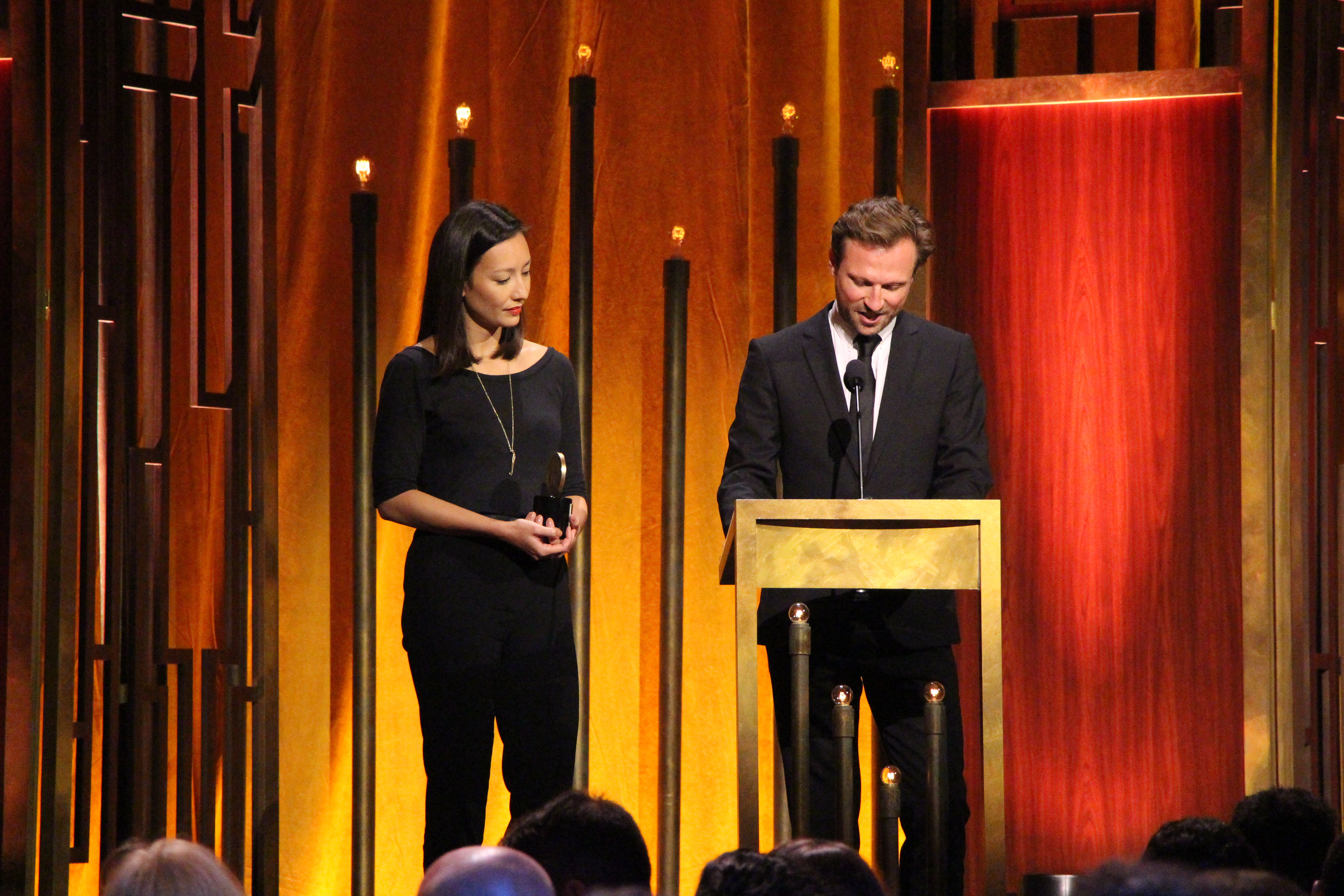
Joanna Natasegara und Orlando von Einsiedel bedanken sich für den Peabody Award (2015)

Virunga ist ein britischer Dokumentarfilm aus dem Jahr 2014. Der Schauspieler Leonardo DiCaprio war als ausführender Produzent beteiligt.

## Handlung
Der Film beobachtet die französische Journalistin Mélanie Gouby und mehrere Park-Ranger im Virunga-Nationalpark, die versuchen, diesen ältesten Nationalpark Afrikas zu schützen. Der Park ist der letzte Lebensraum der vom Aussterben bedrohten Berggorillas und UNESCO-Weltnaturerbe. Das Team der Ranger besteht im Film vornehmlich aus dem Betreuer der Gorillas und dem belgischen Naturschützer Emmanuel de Merode, dem Leiter des Nationalparks. Aufgabe der Ranger ist es, das Weltkulturerbe vor bewaffneten Wilderern und Milizen zu beschützen.
Die größte Bedrohung für den Park sind jedoch die Bestrebungen des britischen Ölkonzerns SOCO International im Bereich des Nationalparks Untersuchungen hinsichtlich Ölvorkommens anzustellen.
Im Mai 2012 brach eine neue kriegerische Auseinandersetzung aus, als die Rebellengruppe M23 der Regierung den Krieg erklärte. Dieser Krieg stellt sowohl für die Menschen der Umgebung als auch die Natur und die Tiere im Nationalpark eine Bedrohung dar.

## Auszeichnungen (Auswahl)
Der Film wurde 2015 für den Oscar in der Kategorie „Bester Dokumentarfilm“ nominiert. Des Weiteren wurde die Produktion auf verschiedenen Filmfestivals ausgezeichnet, und 2015 für den British Academy Film Award als bester Dokumentarfilm nominiert. Der Film wurde zudem mit dem Environmental Media Award 2015 in der Kategorie Dokumentarfilm ausgezeichnet.